# Raimond III de Villeneuve
Raimond III de Villeneuve est un prélat français, évêque de Grasse de 1245 à 1251.